# Superettan 2020
La Superettan 2020 è stata la 21ª edizione del secondo livello del campionato di calcio svedese nel suo formato attuale. La stagione sarebbe dovuta iniziare il 4 aprile per terminare il 7 novembre 2020, ma l'avvio è stato successivamente rinviato al 16 giugno a causa della pandemia di COVID-19, per terminare il 5 dicembre seguente.

## Formula
Le 16 squadre partecipanti si affrontano in un girone di andata e ritorno, per un totale di 30 giornate.
Le prime due classificate del campionato sono promosse in Allsvenskan.
La terza classificata gioca uno spareggio promozione/retrocessione contro la terzultima classificata dell'Allsvenskan.
La terzultima e la quartultima classificata giocano uno spareggio promozione/retrocessione contro le seconde classificate dei due gironi di Ettan.
Le ultime due classificate sono retrocesse direttamente in Ettan.

## Squadre partecipanti
| Club             | Stagione | Città      | Stadio            | Stagione precedente          |
| ---------------- | -------- | ---------- | ----------------- | ---------------------------- |
| AFC Eskilstuna   | dettagli | Eskilstuna | Tunavallen        | 16º posto in Allsvenskan     |
| Akropolis        | dettagli | Stoccolma  | Grimsta IP        | 1º posto in Division 1 Norra |
| Brage            | dettagli | Borlänge   | Domnarvsvallen    | 3º posto in Superettan       |
| Dalkurd          | dettagli | Uppsala    | Studenternas IP   | 8º posto in Superettan       |
| Degerfors        | dettagli | Degerfors  | Stora Valla       | 5º posto in Superettan       |
| GAIS             | dettagli | Göteborg   | Gamla Ullevi      | 12º posto in Superettan      |
| GIF Sundsvall    | dettagli | Sundsvall  | NP3 Arena         | 15º posto in Allsvenskan     |
| Halmstad         | dettagli | Halmstad   | Örjans Vall       | 6º posto in Superettan       |
| Jönköpings Södra | dettagli | Jönköping  | Stadsparksvallen  | 4º posto in Superettan       |
| Ljungskile       | dettagli | Ljungskile | Skarsjövallen     | 1º posto in Division 1 Södra |
| Norrby           | dettagli | Borås      | Borås Arena       | 9º posto in Superettan       |
| Trelleborg       | dettagli | Trelleborg | Vångavallen       | 11º posto in Superettan      |
| Umeå FC          | dettagli | Umeå       | Umeå Energi Arena | 2º posto in Division 1 Norra |
| Västerås SK      | dettagli | Västerås   | Iver Arena        | 10º posto in Superettan      |
| Örgryte          | dettagli | Göteborg   | Gamla Ullevi      | 7º posto in Superettan       |
| Öster            | dettagli | Växjö      | Visma Arena       | 13º posto in Superettan      |

## Classifica finale
|  | Pos. | Squadra          | Pt | G  | V  | N  | P  | GF | GS | DR  |
|  | ---- | ---------------- | -- | -- | -- | -- | -- | -- | -- | --- |
|  | 1.   | Halmstad         | 68 | 30 | 21 | 5  | 4  | 61 | 18 | +43 |
|  | 2.   | Degerfors        | 63 | 30 | 19 | 6  | 5  | 64 | 30 | +34 |
|  | 3.   | Jönköpings Södra | 59 | 30 | 18 | 5  | 7  | 52 | 34 | +18 |
|  | 4.   | Öster            | 51 | 30 | 15 | 6  | 9  | 41 | 36 | +5  |
|  | 5.   | Akropolis        | 45 | 30 | 10 | 15 | 5  | 44 | 39 | +5  |
|  | 6.   | GIF Sundsvall    | 43 | 30 | 12 | 7  | 11 | 53 | 48 | +5  |
|  | 7.   | Västerås SK      | 39 | 30 | 11 | 6  | 13 | 40 | 44 | -4  |
|  | 8.   | Brage            | 39 | 30 | 11 | 6  | 13 | 38 | 44 | -6  |
|  | 9.   | AFC Eskilstuna   | 37 | 30 | 11 | 4  | 15 | 36 | 49 | -13 |
|  | 10.  | GAIS             | 36 | 30 | 9  | 9  | 12 | 30 | 41 | -11 |
|  | 11.  | Norrby           | 34 | 30 | 8  | 10 | 12 | 39 | 41 | -2  |
|  | 12.  | Örgryte          | 33 | 30 | 9  | 6  | 15 | 34 | 43 | -9  |
|  | 13.  | Trelleborg       | 32 | 30 | 8  | 8  | 14 | 33 | 41 | -8  |
|  | 14.  | Dalkurd          | 29 | 30 | 6  | 11 | 13 | 33 | 42 | -9  |
|  | 15.  | Umeå FC          | 27 | 30 | 5  | 12 | 13 | 25 | 47 | -22 |
|  | 16.  | Ljungskile       | 23 | 30 | 5  | 8  | 17 | 24 | 50 | -26 |

Legenda:
      Promosse in Allsvenskan
 Ammesse agli spareggi
      Retrocesse in Ettan
Note:
Tre punti a vittoria, uno a pareggio, zero a sconfitta.

## Spareggi

### Spareggi per la Superettan 2021
|                 | Risultati     |                 | Luogo e data                 |
| --------------- | ------------- | --------------- | ---------------------------- |
| Brommapojkarna  | 1 - 1         | Trelleborg      | Stoccolma, 9 dicembre 2020   |
| Trelleborg      | 1-1 (5-2 dcr) | Brommapojkarna  | Trelleborg, 13 dicembre 2020 |
|                 |               |                 |                              |
| Landskrona BoIS | 2 - 0         | Dalkurd         | Landskrona, 9 dicembre 2020  |
| Dalkurd         | 1 - 1         | Landskrona BoIS | Uppsala, 13 dicembre 2020    |
|                 |               |                 |                              |

## Statistiche

### Individuali

#### Classifica marcatori[3]
| Gol | Rigori |  | Giocatore              | Squadra          |
| --- | ------ |  | ---------------------- | ---------------- |
| 20  | 4      |  | Pontus Engblom         | GIF Sundsvall    |
| 19  | 3      |  | Johan Bertilsson       | Degerfors        |
| 16  | 1      |  | Victor Edvardsen       | Degerfors        |
| 13  | 1      |  | Samuel Nnamani         | AFC Eskilstuna   |
| 13  | 6      |  | Rasmus Wiedesheim-Paul | Halmstad         |
| 12  | 0      |  | Mikael Boman           | Halmstad         |
| 11  | 0      |  | Edin Hamidovic         | Jönköpings Södra |
| 10  | 0      |  | Villiam Dahlström      | Degerfors        |
| 9   | 0      |  | Dzenis Kozica          | Jönköpings Södra |
| 9   | 0      |  | Oliver Berg            | GIF Sundsvall    |
| 9   | 1      |  | Nikola Vasic           | Akropolis        |
| 9   | 1      |  | Emil Tot Wikström      | Halmstad         |
| 9   | 3      |  | Amir Al-Ammari         | Jönköpings Södra |